# Lestrigonus schizogeneios
Lestrigonus schizogeneios is een vlokreeftensoort uit de familie van de Lestrigonidae. De wetenschappelijke naam van de soort is voor het eerst geldig gepubliceerd in 1888 door Stebbing.